# Суразька низовина

Суразька низовина

Суразька низовина — низовина на крайньому сході Городоцького і північному сході Вітебського районів Вітебської області, частково заходить на територію Смоленської області Росії.
Поверхня плоскохвиляста, ускладнена еоловими пагорбами, озерними улоговинами. Коливання відносних висот 2-3 м, у місцях розвитку дюнного рельєфу до 10 м. Низину дренірує Західна Двіна з притоками Каспля, Усвяча (з Овсянкою). Найбільші озера — Вимно, Тіосто, Сесіто. 
Під лісом близько 30 % території. Корінні ліси хвойні, на місці вирубок дрібнолистові. На правобережжі Західної Двіни, біля кордону зі Смоленської областю, переважають березняки і осоковики, зустрічаються ялинники. На лівобережжі Західної Двіни вздовж річки ростуть сосняки, вздовж кордону зі Смоленською областю — осикові і березові ліси з дрібними ділянками ялинників з домішкою ясена, клена, липи. Поширені болота верхового типу. Луки суходольние злакові, низинні різнотравні і дрібноосинові. Під ріллею близько 20 % території.